# حدوة الحصان المتغيرة
حدوة الحصان المتغيرة (باللاتينية: Hippocrepis commutata) نوع نباتي يتبع جنس حدوة الحصان من الفصيلة البقولية.

## الموئل والانتشار
ينتشر هذا النوع في معظم مناطق إسبانيا.